# 尤哈·于勒宁
尤哈·于勒宁（芬蘭語：Juha Ylönen，1972年2月13日—），芬兰男子冰球运动员。他曾代表芬兰国家队参加1998年和2002年冬季奥林匹克运动会冰球比赛，其中1998年奥运会获得一枚铜牌。